# Bogdănița
Bogdănița es una comuna ubicada en el distrito de Vaslui, Rumania.

## Superficie
Posee una superficie de 48,68 kilómetros cuadrados.

## Demografía
Hasta 2021 la población era de 1292 habitantes, con una densidad de población de 26,54 habitantes por kilómetro cuadrado.